# Патріарх Антіохійський
Його Божественне Блаженство, Блаженніший Патріарх Великого Божого міста Антіохії, Сирії, Аравії, Кілікії, Іверії, Месопотамії та всього Сходу — офіційний титул предстоятеля Антіохійської Православної Церкви. Титул предстоятеля Антіохійської Православної Церкви один з найбільш пишних, а сама церква є однією з найдавніших, і у диптиху Церков займає третє місце після Константинопольської та Олександрійської. Резиденція Патріарха знаходиться в Дамаску. (Антіохія — сучасна Антакья — знаходиться на території Туреччини та кілька століть фактично не є центром Антіохійської Православної Церкви). Тим не менш, титулується патріарх, як і в давнину. Від 17 грудня 2012 року її очолює її патріарх Іоанн Х.
Сьогодні п'ять церков використовують титул патріарх Антіохійський: Антіохійська православна церква, Сирійська орієнтальна православна церква, Сирійська католицька церква, Маронітська католицька церква, Мелькітська греко-католицька церква. Історично існував також латинський Антіохійський патріархат, котрий був ліквідований 1964 року.
Після Першого Хрестового походу католицька церква почала призначення Патріарха Антіохійського латинського обряду. У 18 столітті, наступність спорів у грецькій православній і сирійської православної церкви Антіохії призвело до фракцій з цих церков входять в спілкуванні з Римом під претендентів на патріаршество: Мелькітского греко-католицького патріарха Антіохійського та Сирійського католицького патріарха Антіохійського, відповідно.

## Прадавня історія

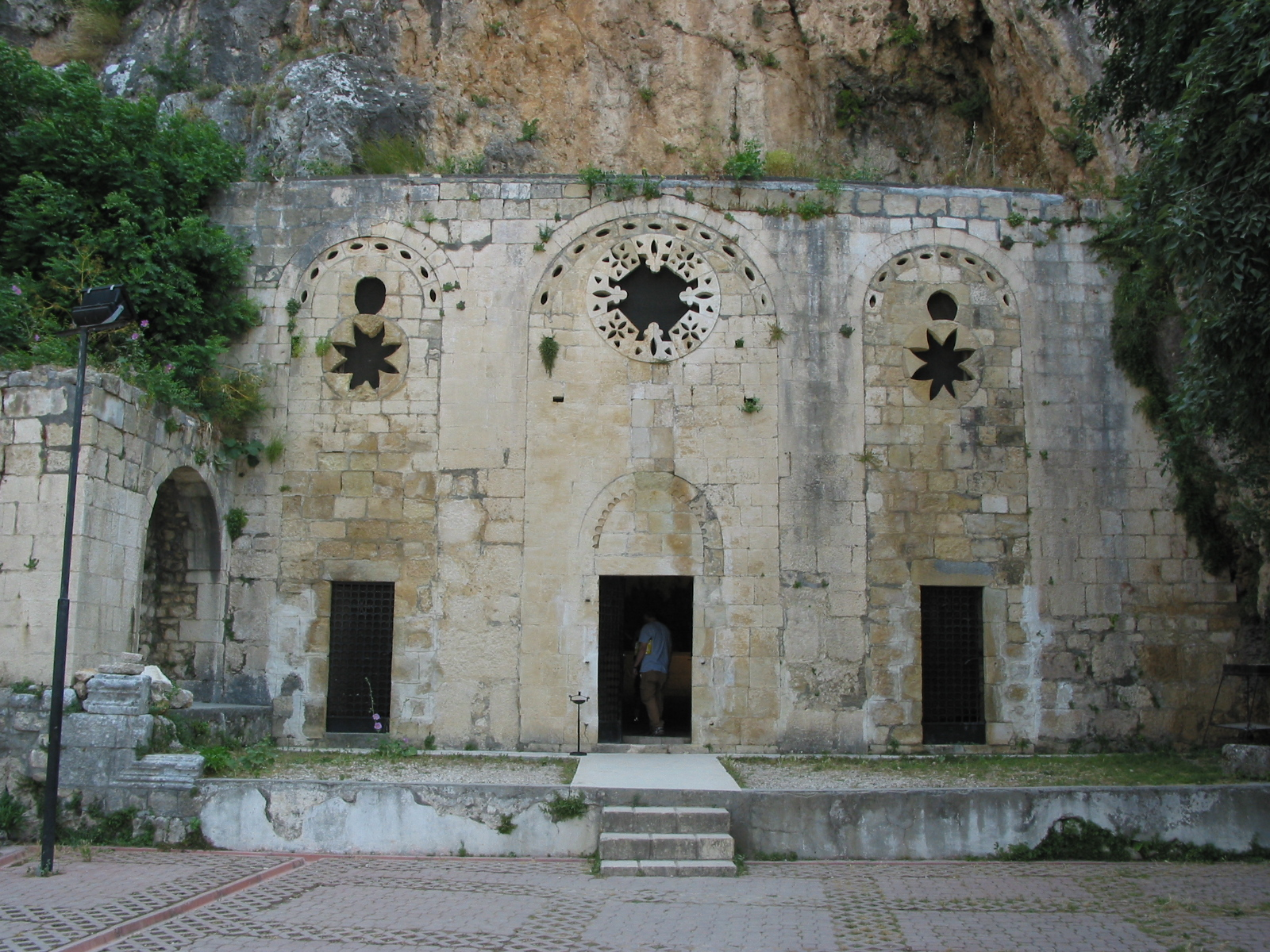
Церква святого Петра, де апостол Петро почав проповідувати християнство в Антіохії

Церква бере свій початок від апостольських часів. Ця єпархія є однією з небагатьох, яка імена своїх єпископів зберегла від самого початку. Антіохійська Церква була заснована ще самим апостолом Петром і саме тут послідовників Христа було вперше названо християнами (Діян. 11,26). Патріархальна спадкоємність була оскаржена в момент Мелетіянського розколу 362 року і ще раз після Халкідонського Собору в 451 році.
Частина християн древніх Антіохійського й Олександрійського Патріархатів прийняла постанови цього Собору (в яких, зокрема, було остаточно сформульовано догмат про повноту людської та божественної природи в Ісусі Христі), а інша частина вбачала у формулюваннях Халкедонського Собору відхід від богослов'я святого Кирила Олександрійського і не прийняла соборових формулювань, тому їх часто називають «дохалкедонськими». Задля збереження політичної і релігійної єдності держави імператор Візантійської імперії Маркіян намагався схилити «дохалкедонців» до прийняття соборових постанов, у тому числі й силовими методами. Водночас він всіляко підтримував ту частину християн, яка прийняла Халкедонський Собор, а це було переважно грекомовне населення міст, на відміну від сирійців та коптів. Таким чином на території Сирії і Єгипту християнська спільнота розділилась на дві паралельні церковні сім'ї: Церкви візантійської традиції, що були в єдності з Константинополем (Патріархат Антіохії і Патріархат Олександрії, які були встановлені на Нікейському Соборі 325 року, і Єрусалимський Патріархат, заснований на Халкедонському Соборі 451 року) та Сирійську (сучасні Сирія та Ліван) і Коптську (на території Єгипту) Церкву. Через підтримку «халкедонців» державною владою сирійці та копти почали називати їх «мелькітами», тобто «імператорськими». Сьогодні остаточно невідомо, відколи самі мелькіти почали використовувати це слово як самоназву для своєї Церкви та традиції.

## Після мусульманського завоювання
У VII столітті територія Антіохійського, Олександрійського і Єрусалимського Патріархатів була завойована арабами. «Дохалкедонські» християни, які зазнавали утисків від візантійського імператора, під час війни із завойовниками більше допомагали їм. Однак після завоювання і «дохалкедонці», і «мелькіти» цих Патріархатів стали переслідуваними меншинами під арабським пануванням. Візантійці відвоювали Антіохію у 968—969 роках, і саме на цей період (з 969 по 1085 роки) припадає етап найінтенсивнішого засвоєння мелькітами візантійського обряду та впровадження практик Константинопольської Церкви. У цей час також міцнішає зв'язок між Патріархатами Сходу й Константинопольським престолом, тому після розриву єдності (1054) між Римом і Константинополем Єрусалим, Антіохія і Олександрія залишаються головним чином на боці Константинополя. Хоча за примирення між греками та латинянами виступав тодішній Патріарх Антіохії Петро III (1053-1076?), то все ж Церкви Сходу перервали зв'язки із Римським Апостольським Престолом. Як зазначає у своїй праці з історії Мелькітської ГКЦ Екзарх Парижа єпископ Джозеф, розрив між мелькітами і римо-католиками посилився після завоювання хрестоносцями Сходу, а саме після того, як мелькітську ієрархію замінили латинськими Патріархами. Насильне підпорядкування місцевої Церкви латинській ієрархії, за словами Екзарха, спричинило подальше відчуження та повний розрив зв'язків Антіохії з Римом. Після відвоювання візантійцями Антіохії Мелькітська Церква остаточно уніфікувала свої традиції із Константинопольською Церквою, цілковито відкинувши древню сирійську традицію. Найбільшою мірою процес «візантинізації» відбувався в час патріаршества Теодора IV (Вальсамона), який очолював Антіохійську Церкву з 1189 до 1195 року. Крім того, з XII століття Патріархи Антіохії жили в Константинополі та звідти здійснювали свою владу.
Після чергового завоювання Палестини і Сирії, цього разу мамелюками, у 1268 році резиденцію Антіохійського Патріарха було повернено назад до Сирії, однак мамелюки не дозволили повернутись Патріарху в Антіохію. Відтоді й до сьогодні першопрестольним містом Мелькітської Церкви є Дамаск.
Після завоювання Дамаску Османською імперією в 1516 році Антіохійський Патріарх підпорядковується Константинопольському Патріарху як єдиному главі християн в османській державі. З цього часу Олександрійська та Єрусалимська, як раніше Антіохійська Церква, були остаточно асимільовані візантійською традицією. Починаючи з 1543 року, їхні єпархії очолюють лише греки. Тільки в Антіохійській Церкві Патріархів обирали з-посеред місцевого кліру, а також багато очільників Антіохійського Патріархату намагались підтримувати зв'язки з Римським Апостольським Престолом.
У 1586 році Патріарх Антіохійський Йоаким V побував у Львові, де затвердив новий статут Львівського братства, надав йому широких прав і повноважень, обмеживши владу єпископа, також він передав Церкві святого Миколая мощей святого Миколая.

## Між Сходом та Заходом. Відновлення єдності з Римом
У XVII та XVIII століттях на політичну арену Близького Сходу виходять Англія та Франція. Завдяки цьому свою місійну діяльність на території Антіохійського Патріархату розпочали латинські ордени Кармелітів, Єзуїтів та Капуцинів. До окремих місіонерських успіхів цих монахів слід зарахувати те, що до ідеї відновлення єдності з Римським Престолом схилилась частина єпископату та духовенства Патріархату.
Мелькітська Церква знову розділилась — група, яка виступала за відновлення єдності з Римом, зосередилась у Дамаску, а група противників — у місті Алеппо.
На початку XVIII століття кілька сирійських ієрархів намагались відновити єдність із Римом. Проте Патріарх Атанасій III Дабас перед своєю смертю 5 серпня 1724 року призначив наступником монаха-кипріота Сильвестра. Його підтримали Константинопольський Патріарх і антикатолицька група Антіохійського Патріархату. Однак опоненти 20 вересня цього ж року обрали главою Антіохійської Церкви Серафима Та-наса, який взяв собі монаше ім'я Кирило VI. Османський султан визнав Патріархом Антіохії проконстантинопольського Сильвестра, натомість Кирило був змушений втікати у ліванський Сидон. А вже 13 серпня 1729 року Папа Бенедикт XIII визнав Кирила IV Патріархом Антіохії.

## XIX-ХХ століття— час боротьби за автономію
Визнання з боку османської влади надійшло тільки 31 жовтня 1837 року, цього ж року Патріарха Максима III (Мазлума) було визнано главою Мелькітської Греко-Католицької Церкви — незалежної від будь-якої церковної влади в Османській імперії. Осідок Патріарха було перенесено назад з Сидона в Дамаск.
У 1838 році юрисдикція Патріарха поширилась також на території Олександрійського і Єрусалимського Патріархатів, що було відображено в титулі глави Церкви. Розквіт унійної Мелкітської Церкви припадає на час патріаршества Максима III. У цей період клір МГКЦ є найосвіченішим на всьому Близькому Сході. Крім покращення внутрішнього розвитку Церкви, Патріарх також доклав значних зусиль для врегулювання взаємин із Римською курією. Він намагався боронити Мелькітську Церкву від втручання Римської курії у її внутрішні справи. На жаль, ці дії провокували затяжні конфлікти з ватиканською адміністрацією.
Напруга у стосунках між керівництвом Мелкітської Церкви та Ватиканом тривала впродовж усього XIX століття. Усередині Антіохійського Патріархату зростало невдоволення через латинізацію богословського та богослужбового життя Церкви. Апогеєм конфлікту став І Ватиканський Собор (1868-1870). Мелькітський Патріарх Григорій II (Юсеф) покинув Рим напередодні голосування за догматичну Конституцію Pastor Aeternus, у якій йшлося про непомильність Римського Папи, а також його повну юридичну владу в усій Церкві. 8 лютого 1872 року Григорій II все ж підписав Конституцію, але під тиском та із застереженням наприкінці документа: «… зі збереженням всіх прав, привілеїв і прерогатив Східних Церков».

## Церкви Антіохії
- Антіохійська православна церква
- Сирійська орієнтальна православна церква
- Сирійська католицька церква
- Маронітська католицька церква
- Мелькітська греко-католицька церква